# Rudolf Nussgruber
Rudolf Hans Raimund Nussgruber (* 7. April 1918 in Wien; † 26. Juli 2001 ebenda) war ein österreichischer Regisseur bei Film und Fernsehen.

## Leben und Arbeit
Rudolf H. Nussgruber, Sohn des Industriekaufmanns Gottfried Nussgruber und seiner Ehefrau Leopoldina Nussgruber, geborene Zineder, besuchte nach dem Gymnasium das Max-Reinhardt-Seminar seiner Heimatstadt sowie, ebenfalls in Wien, die Akademie für Musik und Darstellende Kunst und die Graphische Lehr- und Versuchsanstalt.
Noch während des Zweiten Weltkrieges stieß er zum Film und begann seine Tätigkeit als Regieassistent bei der Prag-Film (so z. B. 1944 bei dem unvollendet gebliebenen Kriminalfilm Leuchtende Schatten des Regisseurs Géza von Cziffra). Von Anbeginn der Spielfilmproduktion im wiedererstandenen Österreich war Nussgruber als Regieassistent aktiv, so auch erneut an der Seite Cziffras wie etwa bei Glaube an mich (1946) und Königin der Landstraße (1948). Später assistierte er auch anderen Regieveteranen wie Karl Hartl, Ernst Marischka, Rolf Thiele, Werner Jacobs und Rudolf Schündler.
Noch während seiner Assistenzzeit Mitte der 50er Jahre erhielt Rudolf Nussgruber erstmals Regieaufträge. Das Ergebnis waren zwei recht belanglose Unterhaltungsproduktionen: der Schwank Sonnenschein und Wolkenbruch und das Lustspiel Liebe, Schnee und Sonnenschein. Auch seine späteren Kinoausflüge waren wenig ergiebig, auch wenn die Windjammer-Dokumentation Flying Clipper optisch durchaus ihre Meriten besaß. Seine Mitarbeit an dem 1965 international produzierten Antik- und Schlachtengemälde Hermann der Cherusker, der erst mit beträchtlicher Verspätung den Weg in die deutschen Kinos fand, blieb ungenannt.
Anschließend arbeitete Nussgruber ausschließlich für das deutsche wie österreichische Fernsehen. Er drehte Einzelproduktionen – bevorzugt ambitionierte TV-Spiele mit zeithistorischem Hintergrund wie Carl Schurz, Die Kuba-Krise 1962, Friedrich III. ‚… gestorben als Kaiser‘, Claus Graf Stauffenberg, Kaiser Karls letzte Schlacht, Die Pueblo-Affaire und General Oster – Verräter oder Patriot? – und etwa 50 weitere Fernsehspiele, aber auch einzelne Folgen von Serien. Am bekanntesten und erfolgreichsten wurde in den 1980er Jahren die ORF/ZDF-Serie Ringstraßenpalais, für das ZDF 1984 auch August der Starke und Ein Mann namens Parvus. Im Anschluss daran zog sich der 70-Jährige ins Privatleben zurück.
Nussgruber war ab 1964 mit der Schauspielerin Anita Gutwell verheiratet.
Er wurde in Wien auf dem Baumgartner Friedhof (Gruppe B, Reihe 9, Nummer 31) bestattet.

## Filmografie (Auswahl)
- 1955: Sonnenschein und Wolkenbruch
- 1956: Liebe, Schnee und Sonnenschein
- 1962: Flying Clipper – Traumreise unter weißen Segeln (Dokumentarfilm, Regie mit Hermann Leitner)
- 1962: Heute kündigt mir mein Mann (Regie mit Peter Goldbaum)
- 1963–1964: Interpol greift ein! (Fernsehserie)
  - Der Trick mit dem Schlüssel
  - Ich war Cicero
  - Herz ist Trumpf
  - Die Dame mit dem Spitzentuch
  - Tod um die Ecke
- 1966: Hermann der Cherusker (ungenannte Co-Regie)
- 1967: Von Null Uhr Eins bis Mitternacht – Der abenteuerliche Urlaub des Mark Lissen (Fernsehserie)
- 1967: Carl Schurz (Fernsehfilm)
- 1969: Die Kuba-Krise 1962 (Fernsehfilm)
- 1970: Claus Graf Stauffenberg (Fernsehfilm)
- 1970: General Oster – Verräter oder Patriot? (Fernsehfilm)
- 1970: Die U-2-Affäre (Fernsehfilm)
- 1971: Kaiser Karls letzte Schlacht (Fernsehfilm)
- 1971: Die Pueblo-Affaire (Fernsehfilm)
- 1972: Max Hölz. Ein deutsches Lehrstück (Fernsehfilm)
- 1972: Das bin ich – Wiener Schicksale aus den 30er Jahren: Österreich zwischen Demokratie und Diktatur (Fernsehfilm)
- 1973: Die Kriminalerzählung (Fernsehserie – 3 Episoden mit Eric Pohlmann als Detektiv Carlis: Die Branntweinprobe, Die Handschuhe des Franzosen, Die Hülse mit dem grünen Faden)
- 1975: Preußens Justitia (Fernsehfilm)
- 1976: Geburtstage (Fernsehserie, zwei Folgen)
- 1977: Spuk in Felixburg (Fernsehfilm)
- 1978: Der Schuft, der den Münchhausen schrieb (Fernsehfilm)
- 1980–1988: Ringstraßenpalais (Fernsehserie)
- 1984: August der Starke (Fernsehfilm)
- 1984: Ein Mann namens Parvus (Fernsehfilm)
- 1985: Schöne Ferien – Urlaubsgeschichten aus Mallorca
- 1985: Schöne Ferien – Urlaubsgeschichten aus Portugal

## Anmerkung
1. ↑  Rudolf Nussgruber in der Verstorbenensuche bei friedhoefewien.at